# Chaire Linacre de zoologie

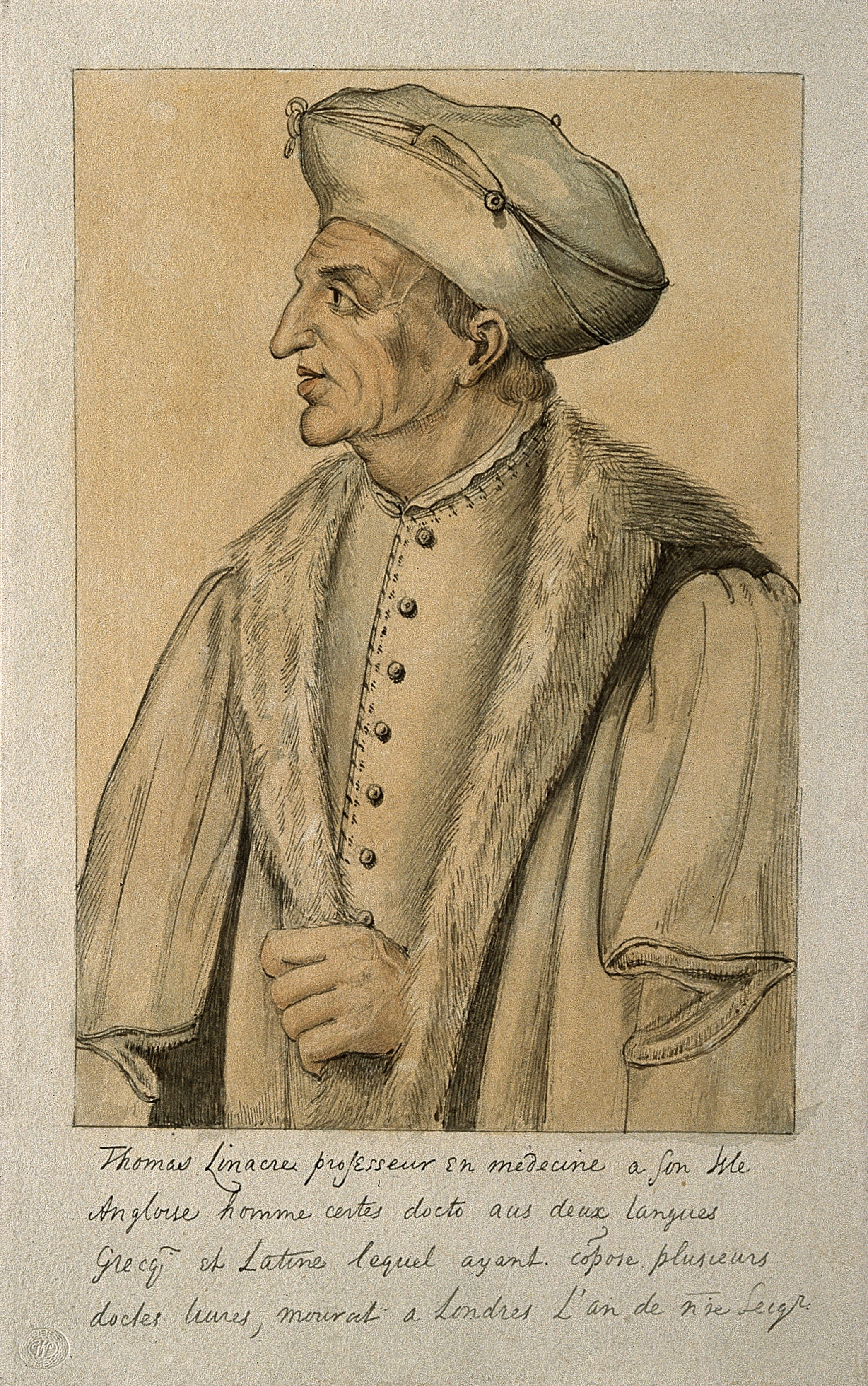
Portrait de Thomas Linacre dont la chaire éponyme à l'université d'Oxford a été nommée en son honneur.

La chaire Linacre de zoologie est une chaire de l’université d’Oxford fondée en 1857. Dénommée à l’origine comme la chaire Linacre de physiologie, puis comme la chaire d’anatomie comparée et humaine. 
Elle a été nommée ainsi en honneur de Thomas Linacre (1460-1524), médecin d’Henri VIII et fondateur du Collège royal de médecine. 

## Liste des titulaires de la chaire Linacre
- 1857-1881 : George Rolleston (1857-1881)
- 1881-1891 : Henry Nottidge Moseley (1844-1891)
- 1891-1898 : Sir Edwin Ray Lankester (1847-1929)
- 1899-1906 : Walter Frank Raphael Weldon (1860-1906)
- 1906-1921 : Gilbert Charles Bourne (1861-1933)
- 1921-1946 : Edwin Stephen Goodrich (1868-1946)
- 1946-1961 : Sir Alister Hardy (1896-1985)
- 1961-1979 : John William Sutton Pringle (1912-1982)
- 1979-1993 : Richard Southwood (1931-2005)
- 1993-2000 : Roy M. Anderson (1947-)
- 2002- : Peter Holland